# Vesdun
Vesdun [vedœ̃] est une commune française située dans le département du Cher, en région Centre-Val de Loire.

## Géographie
La commune est située à 7 km à l'est de Culan, à 30 km au nord-ouest de Montluçon et à 25 km au sud de Saint-Amand-Montrond. Vesdun est l'une des sept communes revendiquant le titre de centre de la France. Elle est considérée comme telle dans les calculs qui prennent en compte les îles côtières françaises.

### Climat
Pour des articles plus généraux, voir Climat du Centre-Val de Loire et Climat du Cher.
En 2010, le climat de la commune est de type climat océanique dégradé des plaines du Centre et du Nord, selon une étude du CNRS s'appuyant sur une série de données couvrant la période 1971-2000. En 2020, Météo-France publie une typologie des climats de la France métropolitaine dans laquelle la commune est dans une zone de transition entre le climat océanique altéré et le climat de montagne ou de marges de montagne et est dans la région climatique  Ouest et nord-ouest du Massif Central, caractérisée par une pluviométrie annuelle de 900 à 1 500 mm, maximale en automne et en hiver.
Pour la période 1971-2000, la température annuelle moyenne est de 10,9 °C, avec une amplitude thermique annuelle de 15,5 °C. Le cumul annuel moyen de précipitations est de 834 mm, avec 11,3 jours de précipitations en janvier et 7,3 jours en juillet. Pour la période 1991-2020, la température moyenne annuelle observée sur la station météorologique la plus proche, située sur la commune de Châteaumeillant à 18 km à vol d'oiseau, est de 11,9 °C et le cumul annuel moyen de précipitations est de 799,3 mm,. Pour l'avenir, les paramètres climatiques de la commune estimés pour 2050 selon différents scénarios d'émission de gaz à effet de serre sont consultables sur un site dédié publié par Météo-France en novembre 2022.

## Urbanisme

### Typologie
Au 1er janvier 2024, Vesdun est catégorisée commune rurale à habitat très dispersé, selon la nouvelle grille communale de densité à 7 niveaux définie par l'Insee en 2022.
Elle est située hors unité urbaine et hors attraction des villes,.

### Occupation des sols
L'occupation des sols de la commune, telle qu'elle ressort de la base de données européenne d’occupation biophysique des sols Corine Land Cover (CLC), est marquée par l'importance des territoires agricoles (90,2 % en 2018), une proportion sensiblement équivalente à celle de 1990 (90,4 %). La répartition détaillée en 2018 est la suivante : 
prairies (47,3 %), terres arables (22,6 %), zones agricoles hétérogènes (20,3 %), forêts (8 %), zones urbanisées (0,9 %), milieux à végétation arbustive et/ou herbacée (0,9 %).
L'évolution de l’occupation des sols de la commune et de ses infrastructures peut être observée sur les différentes représentations cartographiques du territoire : la carte de Cassini (XVIIIe siècle), la carte d'état-major (1820-1866) et les cartes ou photos aériennes de l'IGN pour la période actuelle (1950 à aujourd'hui).

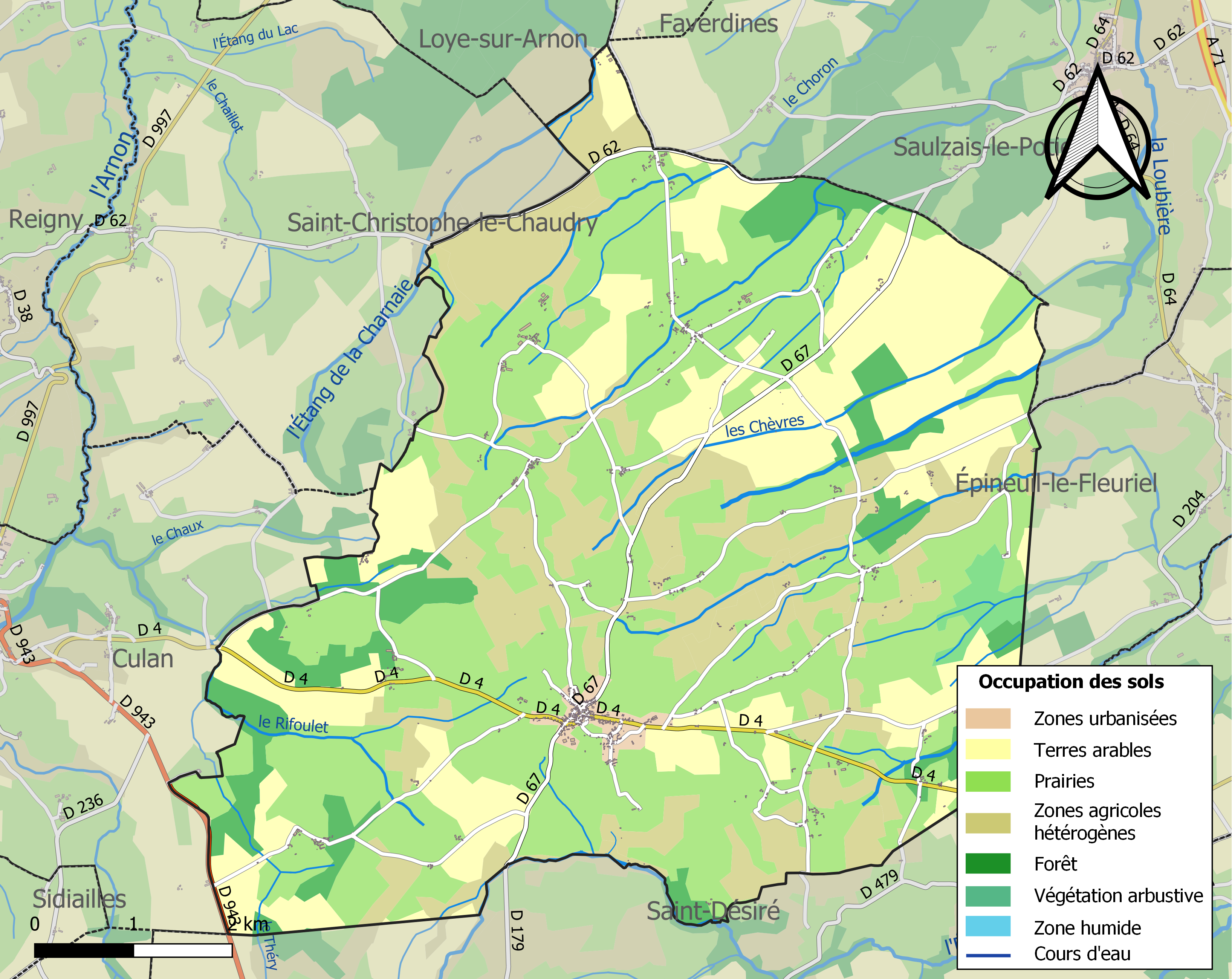
Carte des infrastructures et de l'occupation des sols de la commune en 2018 (CLC).

### Risques majeurs
Le territoire de la commune de Vesdun est vulnérable à différents aléas naturels : météorologiques (tempête, orage, neige, grand froid, canicule ou sécheresse), mouvements de terrains et séisme (sismicité faible). Il est également exposé à un risque technologique, le transport de matières dangereuses, et à un risque particulier : le risque de radon. Un site publié par le BRGM permet d'évaluer simplement et rapidement les risques d'un bien localisé soit par son adresse soit par le numéro de sa parcelle.

#### Risques naturels

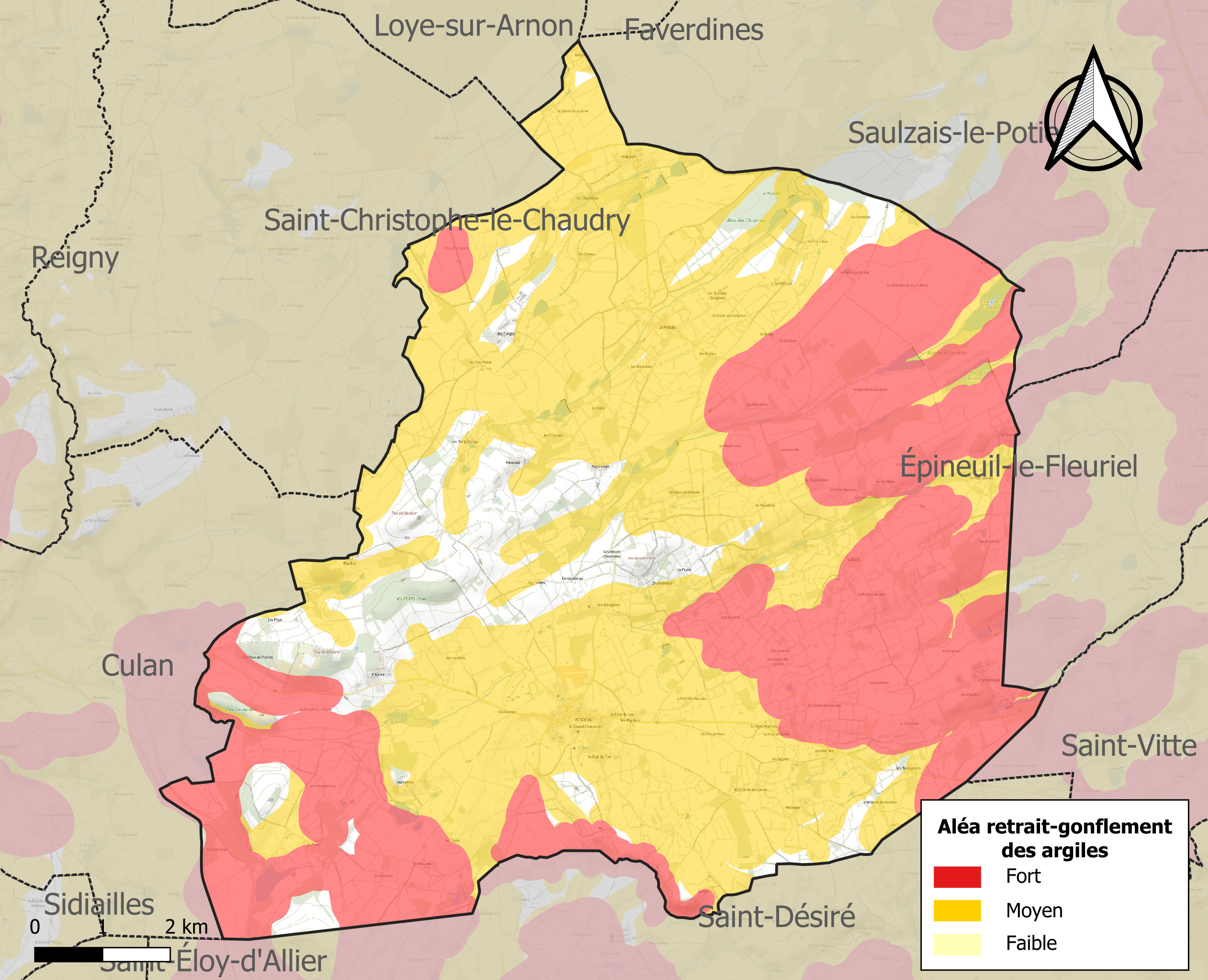
Carte des zones d'aléa retrait-gonflement des sols argileux de Vesdun.

La commune est vulnérable au risque de mouvements de terrains constitué principalement du retrait-gonflement des sols argileux. Cet aléa est susceptible d'engendrer des dommages importants aux bâtiments en cas d’alternance de périodes de sécheresse et de pluie. 86,9 % de la superficie communale est en aléa moyen ou fort (90 % au niveau départemental et 48,5 % au niveau national). Sur les 388 bâtiments dénombrés sur la commune en 2019, 341 sont en aléa moyen ou fort, soit 88 %, à comparer aux 83 % au niveau départemental et 54 % au niveau national. Une cartographie de l'exposition du territoire national au retrait gonflement des sols argileux est disponible sur le site du BRGM,.
Concernant les mouvements de terrains, la commune a été reconnue en état de catastrophe naturelle au titre des dommages causés par la sécheresse en 2018, 2019 et 2020 et par des mouvements de terrain en 1999.

#### Risques technologiques
Le risque de transport de matières dangereuses sur la commune est lié à sa traversée par des infrastructures routières ou ferroviaires importantes ou la présence d'une canalisation de transport d'hydrocarbures. Un accident se produisant sur de telles infrastructures est en effet susceptible d’avoir des effets graves au bâti ou aux personnes jusqu’à 350 m, selon la nature du matériau transporté. Des dispositions d’urbanisme peuvent être préconisées en conséquence.

#### Risque particulier
Dans plusieurs parties du territoire national, le radon, accumulé dans certains logements ou autres locaux, peut constituer une source significative d’exposition de la population aux rayonnements ionisants. Toutes les communes du département sont concernées par le risque radon à un niveau plus ou moins élevé. Selon la classification de 2018, la commune de Vesdun est classée en zone 3, à savoir zone à potentiel radon significatif.

## Toponymie
Ves = Vecisus ou Vekuso, nom de personne gaulois inconnu, et dunos = hauteur, lieu fortifié ; le lieu fortifié de Ves.

Vidunum, apud Visdunum, vers 1075-1089 (Cartulaire de La Chapelaude, charte 25, p. 59) ; Parrochia de Veduno, 1232 (Archives Départementales du Cher-8 H, abbaye de Noirlac) ; De Vesduno, 1238 (Cartulaire de Saint-Étienne de Bourges) ; Ma ville de Veydun et la parroche de Vesdun, novembre 1275 (La Thaumassière, Coutumes locales, p. 103) ; Vedun, 1285 (Archives Départementales du Cher-E, baronnie de Culan) ; Villa de Veduno, 1409 (Archives Départementales du Cher-E, baronnie de Culan) ; Vesdun, 1449 (Archives Départementales du Cher-E, baronnie de Culan) ; Vesdun en Berry, juin 1463 (Archives Nationales-JJ 199, no 312, fol. 183 v°) ; Vesdun, 1547 (Archives Départementales du Cher, baronnie de Culan) ; Vesdung, 1599 (Archives Départementales du Cher-E, baronnie de Culan) ; Vesdun, 6 novembre 1788 (Archives Départementales du Cher-C 1109, Élection de Saint-Amand-Montrond) ; Vesdun, XVIIIe s. (Carte de Cassini).

## Histoire
Entre les deux masses géologiques du Massif central et du bassin parisien, une étroite formation de grès rose se prolonge depuis la rivière du Cher jusqu’en Brenne. Sur cette frontière ou marche, Vesdun se serait implanté à l’époque gauloise. L’origine celtique du nom confirme cette hypothèse. Il existe d’ailleurs encore une chaussée romaine et un lieudit la Brande du Camp.
La ville a de bonne heure ses fortifications, un fort médiéval circulaire encerclant le lieu de culte.

## Politique et administration
| Période                                  | Période                         | Identité                 | Étiquette              | Qualité            |
| ---------------------------------------- | ------------------------------- | ------------------------ | ---------------------- | ------------------ |
| Les données manquantes sont à compléter. |                                 |                          |                        |                    |
| 1792                                     |                                 | Ralichon                 |                        |                    |
| an II                                    | an III                          | Pierre Chamfort          |                        |                    |
|                                          | 1830                            | Jean Léonard Yel         |                        |                    |
| 1830                                     | 1838                            | Gilbert Champfort        |                        |                    |
| 1838                                     | 1848                            | Antoine Yel              |                        |                    |
| 1848                                     | 1850                            | Docteur Auguste Mazerat  |                        |                    |
| 1850                                     |                                 | Antoine Yel              |                        |                    |
| 1868                                     |                                 | Stéphane Guillot         |                        |                    |
| 1870                                     |                                 | Auguste Bourdanchon      |                        |                    |
| 1871                                     |                                 | Amable Rouchon           |                        |                    |
| 1876                                     |                                 | Stéphane Guillot         |                        |                    |
| 1887                                     |                                 | Docteur Stéphane Guillot |                        |                    |
| 1888                                     |                                 | Jean Aumonier            |                        |                    |
| 1900                                     |                                 | Simon Debedde            |                        |                    |
| 1906                                     |                                 | François Lallier         |                        |                    |
| 1908                                     |                                 | Jean Laventure           |                        |                    |
| 1912                                     | 1919                            | François Chagnon         |                        |                    |
| 1919                                     | 1929                            | Léon Accolas             | SFIO puis PCF puis DVG | Culltivateur       |
| 1929                                     |                                 | Vincent Lafond           |                        |                    |
| 1944                                     |                                 | Jean Denizard            |                        |                    |
| 1947                                     | 1965                            | Camille Bailly           |                        |                    |
| mars 1965                                | mars 2008                       | Jean-Marie Dumontet      | DVD                    | Conseiller général |
| mars 2008                                | En cours (au 27 septembre 2014) | Gilles Pointereau        | UMP                    |                    |

## Démographie
L'évolution du nombre d'habitants est connue à travers les recensements de la population effectués dans la commune depuis 1793. Pour les communes de moins de 10 000 habitants, une enquête de recensement portant sur toute la population est réalisée tous les cinq ans, les populations de référence des années intermédiaires étant quant à elles estimées par interpolation ou extrapolation. Pour la commune, le premier recensement exhaustif entrant dans le cadre du nouveau dispositif a été réalisé en 2007.

En 2022, la commune comptait 544 habitants, en évolution de −5,39 % par rapport à 2016 (Cher : −2,48 %, France hors Mayotte : +2,11 %).
| 1793 | 1800  | 1806  | 1821  | 1831  | 1836  | 1841  | 1846  | 1851  |
| ---- | ----- | ----- | ----- | ----- | ----- | ----- | ----- | ----- |
| 995  | 1 092 | 1 210 | 1 093 | 1 240 | 1 191 | 1 166 | 1 262 | 1 224 |

| 1856  | 1861  | 1866  | 1872  | 1876  | 1881  | 1886  | 1891  | 1896  |
| ----- | ----- | ----- | ----- | ----- | ----- | ----- | ----- | ----- |
| 1 223 | 1 173 | 1 242 | 1 234 | 1 398 | 1 451 | 1 533 | 1 643 | 1 680 |

| 1901  | 1906  | 1911  | 1921  | 1926  | 1931  | 1936  | 1946  | 1954 |
| ----- | ----- | ----- | ----- | ----- | ----- | ----- | ----- | ---- |
| 1 802 | 1 786 | 1 700 | 1 395 | 1 316 | 1 251 | 1 167 | 1 062 | 949  |

| 1962 | 1968 | 1975 | 1982 | 1990 | 1999 | 2006 | 2007 | 2012 |
| ---- | ---- | ---- | ---- | ---- | ---- | ---- | ---- | ---- |
| 902  | 800  | 718  | 721  | 683  | 623  | 630  | 631  | 600  |

| 2017 | 2022 | - | - | - | - | - | - | - |
| ---- | ---- | - | - | - | - | - | - | - |
| 564  | 544  | - | - | - | - | - | - | - |

## Économie
La viticulture est l'une des activités de la commune, qui se trouve dans la zone couverte par l'AOC châteaumeillant.

## Culture locale et patrimoine

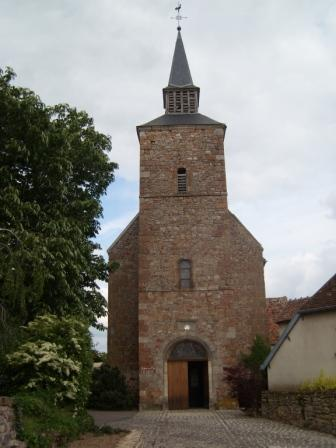
L'église Saint-Cyr.

### Lieux et monuments
- Église Saint-Cyr de Vesdun (XIIe siècle). Elle fait l’objet d’une inscription au titre des monuments historiques depuis le 14 janvier 1994[25],[26].
  - Décor peint du XIIIe siècle dans le chœur de l'église. Épisodes de la vie de Jésus-Christ : Annonciation, Visitation, Nativité, Adoration des mages. Voyage en Égypte.
- Village fleuri et médiéval du XIIIe siècle.
- Château de La Rouhanne, appartenant à la famille de La Rochefoucauld.
- Forêt des Mille poètes, initiée par Antonin Malroux et René Varennes, créée en 1994. Elle comportera 1 356 chênes portant le nom d’un écrivain ou d’un artiste, musicien ou autre ami de la culture, choisi parmi quelque 83 nations, avec pour devise « Liberté, Paix, Solidarité », avec pour mission la défense de la culture. Elle a accueilli en 2002 des états généraux de la Culture et de la Poésie et a été jumelée avec la Forêt de Brocéliande et les alignements de Carnac. La forêt a été honorée par une sculpture en marbre de Carrare de 8 m de haut, don de l’artiste Nardo Dunchi (it). Elle comporte aussi la sculpture de l’artiste chinois Wang Keping dans un chêne de la Forêt de Tronçais[27].

### Personnalités liées à la commune
- Auguste Machart (1808-1896), ingénieur des Ponts et Chaussées, mort à Vesdun, au château de la Cour, propriété de sa femme, Cécile Amélie Yel de La Cour.

### Héraldique
| Blason de Vesdun | Blason  | Parti : au 1er d'azur semé d'étoiles d'or, au lion du même brochant, au 2e de gueules à la tour d'argent avec ses avant-murs mouvant des flancs et posés en chevron, le tout maçonné de sable, ouvert du champ et posé sur une terrasse de sinople. |
| Blason de Vesdun | Détails | Redessinée par Jean-Paul Fernon. Adopté en 1971. |